# Талпова къща
Талповата къща е възрожденска къща в село Долен, България, представител на типа родопска къща, обявена за паметник на културата.
Къщата е разположена на десния бряг на реката, в културно-историческия резерват „Долен“. Първият строителен етап е от около 1860 година, а вторият – 1905 – 1910 година.
Обемните решения в Талповата къща са типични за ковачевишката къща. Представлява двуетажна сграда, като главната фасада гледа на север, а лицето с потона на запад. На приземния етаж е подникът – помещението за животни, а пред него има покрит вътрешен двор. Дървена стълба на четири каменни стъпала води до жилищния етаж, разположен по дължина в посока север – юг. От север потонът е с дървена конструкция и с дървена обшивка, в която има плъзгащ се капак срещу студен вятър. На източната стена на потона има огнище, а в северозападния му ъгъл е хамбарът. Подът на потона е от дъски, а таванът му от греди. Врата от потона води на етажа над подника, на който има две къщита и пещник с мивка и клозет. Стаята до пещника е най-топлата и има само един прозорец на изток, а северната стая има два прозореца на север. Тя заедно с потона е еркерно издадена на север и запад над приземния етаж. В интериора на стаите има долапи, полици, яшмаци над огнищата. Вратите на долапите са таблени и профилирани с фестонирана украса. Таваните с къщитата и коридорчето са дъсчени, като лайстните са с красиви профили. Таблените врати на стаите, колоните на потона и ребрата на стрехата са разбовани с геометрични елементи. Комините и огнищата са иззидани със специално подбрани и дялани камъни. Покривът е с тикли.
Втората строителна фаза хармонично разширява сградата на запад, като е запазена връзка през потона. Изграден е нов потон на междинно ниво, на който има пещник и клозет. На етажа има две къщи. Две дървени стълби от двора водят в новия потон и на етажа.